# Еміл Георгієв
Еміл Іванов Георгієв (болг. Емил Иванов Георгиев; 10 січня 1910, Шумен, Третє Болгарське царство — 1 травня 1982, Софія, Народна Республіка Болгарія) — болгарський літературознавець і мовознавець. Брат академіка В. Георгієва.
Автор фундаментальних досліджень з питань порівняльного слов'янського літературознавства, історії болгарської літератури, кирило-мефодієвської проблематики та походження староболгарської абетки.

## Життєпис
У 1938 році закінчив Софійський університет Святого Климента Охридського. У 1939 році у Відні захистив докторську дисертацію зі староболгаристики.
Викладав у Болгарії та Македонії.
У 1947 році присвоєно звання професора. З того часу і до 1976 року — завідував кафедрою слов'янської літератури у Софійському університеті. Разом з цим також окремо керував секцією з порівняльного літературознавства в Інституті літератури Болгарської академії наук, був головою редакційної колегії «Болгарської енциклопедії» та директором Центру болгарських студій при Президії Болгарської академії наук.
З 1977 року — академік Болгарської академії наук.

## Вибрані праці
- Кирил и Методий, основоположници на славянските литератури. София: БАН, 1956, 290 с.
- Българската литература в общославянското и общоевропейското литературно развитие. София: Наука и изкуство, 1973, 375 с.
- Основи на славистиката и българистиката. София: Наука и изкуство, 1979, 356 с.
- Люлка на старата и новата българска писменост. София: Народна просвета, 1980, 354 с.